# Mechtild Klein
Mechtild Klein (geboren 6. Juli 1962) ist eine deutsche Richterin. Sie ist Vorsitzende Richterin des Bayerischen Verwaltungsgerichtshofs und berufsrichterliches Mitglied des Bayerischen Verfassungsgerichtshofs.

## Leben
Bis Februar 2005 war Mechtild Klein Umweltmanagementbeauftragte des Landratsamts Starnberg.
Klein begann am 16. September 2013 als Richterin am Bayerischen Verwaltungsgerichtshof in Ansbach. Gemäß Geschäftsverteilungsplan von 2021 ist sie dort Vorsitzende Richterin des 7. Senats, der für Verkehrsrecht zu Land, zu Wasser und in der Luft zuständig ist.
Am 17. Oktober 2017 wurde Mechtild Klein vom Bayerischen Landtag mit 127 von 153 Stimmen für acht Jahre zum berufsrichterlichen Mitglied des Bayerischen Verfassungsgerichtshofs gewählt.